# Richard Hell
Richard Hell (* jako Richard Lester Meyers; 2. října 1949 Lexington, Kentucky, USA) je americký zpěvák, baskytarista, skladatel a spisovatel. V roce 1972 spoluzaložil skupinu Neon Boys, ze které se později stala skupina Television. V roce 1976 založil skupinu The Voidoids. V devadesátých letech hrál se skupinou Dim Stars.

## Sólová alba
- Go Now (1995)
- Another World (1998)
- Destiny Street Repaired (2009)